# Cápac Raymi

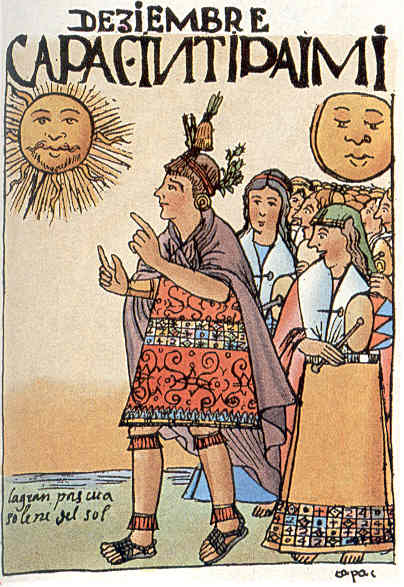
Celebració del Cápac Raymi, segons Guaman Poma.

 Cápac Raymi  (en quítxua,  Qhapaq Raymi ) era una festa religiosa prehispànica en honor del Sol que se celebrava al mes de desembre, on es realitzaven sacrificis d'animals, es bevia chicha de jora, es mastegava coca i es ballava. Correspon al primer mes del calendari inca.

## Festivitats inques
En aquest dia es reunien les cendres dels sacrificis i es llançaven als rius perquè aquests els portessin al mar, a Huiracocha, com el retorn de tot al seu autor. Coincideix la seva data amb el solstici d'hivern, celebrat a tot el món, festivitat que el món catòlic fa coincidir amb el naixement de Crist.
Donada la seva solemnitat civil i religiosa, no es permetia als forasters romandre en el Cusco mentre tenien lloc les seves cerimònies, i, segons la seva procedència, se'ls feia fora de la ciutat, al llarg dels camins que sortien d'ella cap als quatre Suyus. Cada un dels  orelluts  portava a la Coricancha els fills que havien de ser iniciats. Treien, llavors, a la plaça del temple les imatges del Sol i els cossos embalsamats dels inques, per beure amb ells com si estiguessin vius i els nous "cavallers" invocaven la seva ajuda per ser tan valents i afortunats com ells.
Després, tenia lloc el  Huarache  i en el curs d'aquell mes eren sacrificades 100 llames els cossos eren cremats amb llenya de quinoa, esculpida i olorosa.